# Elosztó hálózat

Az átviteli hálózat sematikus rajza

Az elosztó hálózat az elektromos áram továbbításának eszköze, a villamos energia végfelhasználóig tartó szállításának az utolsó előtti állomása, az átviteli hálózat része.  
Többnyire az elosztó hálózathoz tartozónak tekintik a középfeszültségű (<35 kV) hálózatokat is, továbbá elektromos alállomásokat, többfázisú transzformátorokat, kisfeszültségű (<1000 V) elosztó vezetéket, és egyes esetekben az árammérőket (villanyórákat) is.

## Fordítás
- Ez a szócikk részben vagy egészben  az   Electricity distribution című angol Wikipédia-szócikk fordításán alapul.  Az eredeti cikk szerkesztőit annak laptörténete sorolja fel. Ez a jelzés csupán a megfogalmazás eredetét és a szerzői jogokat jelzi, nem szolgál a cikkben szereplő információk forrásmegjelöléseként.